# Liste der Einträge im National Register of Historic Places im Newton County (Indiana)

Lage des Newton County in Indiana

Die Liste der Einträge im National Register of Historic Places im Newton County in Indiana führt alle Bauwerke und historischen Stätten im Newton County auf, die in das National Register of Historic Places aufgenommen wurden.
| [ 2 ] | Name                                   | Bild                                   | Eintragsdatum        | Lage                                                 | Ort               | Beschreibung |
| ----- | -------------------------------------- | -------------------------------------- | -------------------- | ---------------------------------------------------- | ----------------- | ------------ |
| 1     | George Ade House                       | George Ade House                       | 1976 ID-Nr. 76000014 | Östlich der IN 16 40° 51′ 50″ N, 87° 19′ 21″ W       | Iroquois Township |              |
| 2     | Goodland-Grant Township Public Library | Goodland-Grant Township Public Library | 2004 ID-Nr. 04001103 | 111 South Newton Street 40° 45′ 54″ N, 87° 17′ 35″ W | Goodland          |              |
| 3     | McCairn-Turner House                   | McCairn-Turner House                   | 1994 ID-Nr. 94000232 | 124 West Jasper Street 40° 45′ 58″ N, 87° 17′ 45″ W  | Goodland          |              |
| 4     | Newton County Courthouse               | Newton County Courthouse               | 2008 ID-Nr. 08000742 | 1 Courthouse Square 40° 46′ 8″ N, 87° 26′ 44″ W      | Kentland          |              |
| 5     | Scott-Lucas House                      | Scott-Lucas House                      | 2003 ID-Nr. 03000544 | 514 South Main Street 40° 56′ 27″ N, 87° 27′ 19″ W   | Morocco           |              |